# PowerNow!
PowerNow! è una funzione dei processori AMD K6-2+, K6-III+, Mobile Athlon 4, Athlon XP-M e Turion 64 che consiste nel decrementare la velocità di clock della CPU e del core quando il computer è sotto basso carico o idle, per salvare la carica della batteria e ridurre il calore. La tecnologia è simile a quella SpeedStep di Intel. L'adattamento di PowerNow! per le CPU desktop di AMD è chiamata Cool'n'Quiet. I nuovi Opteron utilizzano anche un adattamento di PowerNow! chiamato Optimized Power Management.